# منگرشید
منگرشید (به آلمانی: Mengerschied) یک شهر در آلمان است که در راین-هونسروک واقع شده‌است. منگرشید ۷۸۰ نفر جمعیت دارد.